# Fondet de la Senieta

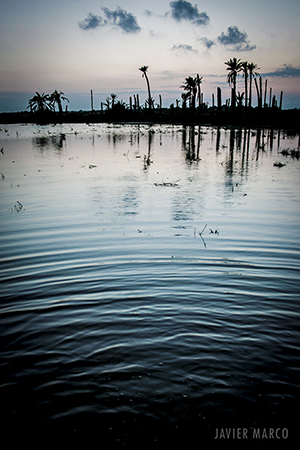
Inundación en el Fondet en octubre de 2007.

El Fondet de la Senieta es un humedal costero de aproximadamente 90 ha situado en Elche en la partida de El Altet, en la provincia de Alicante , España; y a tan sólo 6 km al sur de la capital junto a la costa.
Su nombre “Fondet de la Senieta” hace referencia a dos peculiares características de este humedal. El topónimo “Fondet” proviene de su carácter endorreico es decir, se sitúa en el fondo de depresiones cerradas, recogiendo así las aguas superficiales captadas en cuencas asociadas que no tienen salida directa al mar. Debido a las altas temperaturas y escasas precipitaciones, este humedal pierde rápidamente por evaporación el agua que en él se acumula tras las intensas lluvias otoñales. Sin embargo, a pesar de encontrarse seco la mayor parte del año, el Fondet de la Senieta mantiene un nivel freático (nivel de las aguas subterráneas) muy próximo a la superficie, aproximadamente a 1,5 metros, permitiendo con ello la supervivencia de numerosas especies vegetales que precisan de esa elevada humedad del sustrato. La presencia de las aguas subterráneas tan próximas a la superficie de este criptohumedal era bien conocida por los primeros pobladores de la zona, que las aprovecharon para el riego de cultivos extrayéndolas del subsuelo mediante norias o "sénies" (vocablo valenciano) accionadas mediante tracción animal, y es la presencia en este humedal de estos ingenios hidráulicos del siglo XVI el origen del topónimo "de la Senieta".

## Valor ecológico: fauna y flora

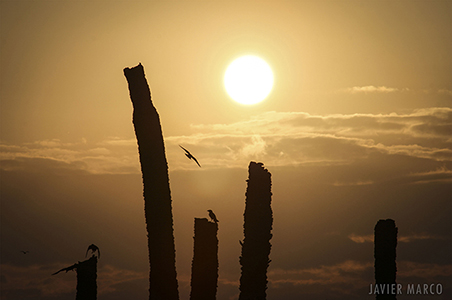
Grajillas en el Fondet de la Senieta.

En él podemos encontrar, entre otras especies vegetales, quenopodiáceas (Suaeda vera, Sarcocornia fructicosa. Arthrocnemum macrostachyum…), distintas especies de juncos (Juncus maritimus, Juncus acutus), tarajes (destacando Tamarix boveana por tratarse de una especie presente únicamente en la península ibérica y en el norte de África), diversas especies de saladilla o alcolecha (Limonium spp) y endemismos catalogados en el libro rojo de especies amenazadas de la UICN (Unión Internacional para la Conservación de la Naturaleza y los Recursos Naturales). 
En cuanto a la fauna, se destacan la gran diversidad de aves avistadas en distintas épocas del año, como la cigüeñuela, chorlitejo, corremolino zarapitín, andarrío bastardo, agachadiza común, cerceta común, pato cuchara, ánade rabudo, tarro blanco, flamenco, cernícalo, pechiazul, bisbita alpino, águila pescadora, lavandera blanca, pito real, grajilla, entre otras aves migratorias y nidificantes que encuentran cobijo en este humedal (La Matruca 2002-2007). Además de las aves, encontramos en él gran variedad de insectos, anfibios y reptiles de gran interés.

## Historia y arqueología

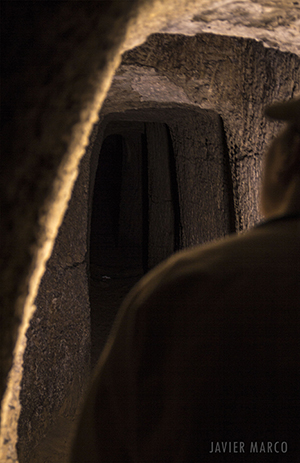
Interior de la mina de agua construida por los agricultores para desaguar los campos de cultivo del Fondet de la Senieta.

En el Fondet de la Senieta existen diversos elementos arquitectónicos los siglos XV y XVI que constituyen el legado de la civilización árabe, que ha marcado la fisionomía y cultura del Municipio de Elche: la Torre de la Senieta, los vestigios de las norias o “sénies”, el aljibe y la mina de agua. La entidad que tenía este enclave queda reflejada en el mapa editado en Roma a finales del siglo XVII por Giacomo Cantelli, cartógrafo del Papa Inocencio XI (Li Regni di Valenza e di Murcia, 1696, Roma).
Una de las peculiaridades de este humedal es la proximidad del nivel freático a la superficie y tal peculiaridad ya era conocida por las civilizaciones antiguas que ocuparon esta porción del Mar Mediterráneo. La existencia de aguas subterráneas próximas a la superficie dotaban al suelo de este enclave de una notable fertilidad y, por otro lado, la posibilidad de extraer estas aguas subterráneas mediante norias y su posterior acumulación en aljibes permitían el cultivo de numerosas especies de raíces poco profundas como los cereales. Estas características propiciaron el asentamiento, en este humedal, de una pequeña comunidad rural árabe o alquería.
La Torre de la Senieta, de titularidad privada, se mantuvo como centro de explotación agrícola. Se encuentra bajo la protección de la Declaración genérica del Decreto de 22 de abril de 1949, y la Ley 16/1985 sobre el Patrimonio Histórico Español. Dispone de planta cuadrada y distribuida en altura en planta baja, dos pisos, sótano y una pequeña torreta en su terraza. Fue remodelada en los años 80, perdiendo algunos de sus elementos originales. Muy cerca de esta torre, junto a la vía de acceso a la playa de El Altet, se encuentran los restos de lo que se pensaba popularmente que podría ser la torre principal, cuya construcción estaría destinada a la vigilancia de la costa para alertar y evitar ataques de piratas berberiscos. El descubrimiento de un yacimiento romano cerca de este lugar, en septiembre de 2018, permitió descartar esta opción al datar y situar ambos yacimientos entre los siglos I-II d.C. como parte de una factoría romana de producción de salazones y salsa garum. En la actualidad, ambos yacimientos, denominados Altet de la Senieta I y II, se encuentran a la espera de inicio de actuaciones por parte de las administraciones públicas.
Además de las norias, de las que se conservan restos, y la Torre, en El Fondet de La Senieta encontramos otra llamativa construcción: la mina de agua. Se trata de una galería subterránea de aproximadamente 500 metros que discurre por el subsuelo del humedal y bajo las dunas protegidas de El Altet. Fue construida por los agricultores en 1919 para drenar las aguas de El Fondet hacia el mar y evitar daños en los cultivos por exceso de agua durante épocas de inundación. A pesar de su buena conservación, el desprendimiento de una parte de la misma evita que siga cumpliendo hoy en día su función inicial.

## Proyecto de urbanización, situación actual

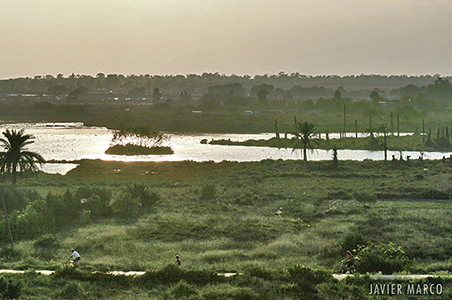
Inundación en el Fondet en octubre de 2007.

En la actualidad, la mayor parte de los terrenos de El Fondet de La Senieta son propiedad de una empresa constructora. A finales de 2013 el Equipo de Gobierno ilicitano (PP) sometió a exposición pública una modificación de la normativa de suelo no urbanizable con la que se facilitaría la urbanización en saladares y carrizales reduciendo al mínimo la protección que hasta ahora tenían estos terrenos en el actual PGOU. En ella se incluye una recalificación de terrenos propiedad de esta misma constructora acompañado de un proyecto de urbanización de parte del paraje incluyendo la construcción un hotel de lujo y 629 viviendas que afectarían gravemente al humedal en el que el consistorio aparecía como promotor del mismo.
Este motivo llevó a los partidos de la oposición y a asociaciones ecologistas y vecinales a mostrarse en contra de este proyecto mediante una campaña de concienciación medioambiental y de información pública de los importantes recursos naturales y culturales que ofrece el humedal, pidiendo para ellos su protección y divulgación. En junio de 2014, la Generalitat Valenciana denegó la recalificación de terrenos propuesta por el Partido Popular ilicitano.